# The Legend of Zelda
The Legend of Zelda (ゼルダの伝説, Zeruda no Densetsu) é uma série de jogos eletrônicos de ação-aventura com alguns elementos de RPG, criada pela Nintendo em 1986 por Shigeru Miyamoto e Takashi Tezuka exclusivamente para os consoles da Nintendo. A maioria de seus títulos são produzidos e publicados pela Nintendo com alguns jogos portáteis e relançamentos sendo terceirizados pela Flagship, Vanpool, Grezzo e Tantalus Media. Os jogos da série se passam no reino de Hyrule, num cenário de fantasia. A franquia concentra-se em títulos focados no gênero ação e aventura, além de RPG de ação e com resolução de quebra-cabeças. 
A série é protagonizada por Link; um jovem herói pertencente a raça Hylian, essa raça constitui de um povo com orelhas grandes e pontudas semelhantes a elfos. O herói possui um vínculo próximo com a Princesa Zelda; uma reencarnação da deusa Hylia e também princesa do reino de Hyrule. Cada jogo possui uma história e um objetivo únicos. Apesar de que frequentemente o objetivo principal de Link nos jogos seja retratado como um herói protetor do reino de Hyrule e da Triforce, do antagonista Ganon. A Triforce é uma relíquia deixada pelas deusas criadoras do reino: Din, Farore e Nayru, representado as virtudes da Coragem, Sabedoria e Poder respectivamente.
Desde que o jogo homônimo foi lançado em 1986, a série expandiu-se em 20 jogos principais em todos os consoles de jogos da Nintendo, além de uma série de spin-offs. Uma série animada baseada nos primeiros jogos foi exibida em 1989 e adaptações de mangá foram comercializadas no Japão sob encomenda da Nintendo. The Legend of Zelda é uma das franquias mais influentes, revolucionárias e bem sucedidas da Nintendo; muitos de seus jogos foram bem-sucedidos comercialmente e são considerados alguns dos melhores jogos eletrônicos de todos os tempos.

## Visão Geral

### Jogabilidade
Os primeiros jogos da série apresentam uma mistura de gêneros que envolvem quebra-cabeças, ação e aventura, exploração e RPG. Esses elementos foram permanecidos constantes ao longo da série mas com refinamentos e novas adições apresentados em cada novo jogo. Os jogos tridimensionais da série também incluem uma jogabilidade furtiva, onde o jogador deve evitar certos inimigos enquanto prossegue no cenário, também possui elementos de corrida e montaria de cavalos. O jogador é frequentemente recompensado com itens ou habilidades para resolver quebra-cabeças ou explorar áreas ocultas. Alguns itens são recorrentes e aparecem muitas vezes ao longo da série como bombas e flores de bomba; bumerangues, que podem matar ou paralisar inimigos; chaves para portas trancadas; espadas, escudos, arcos e flechas, enquanto outros itens são exclusivos de um único jogo. Apesar de certos jogos possuírem muitos elementos de RPG (Zelda II: The Adventure of Link por exemplo, é o único título com um sistema de experiência), os desenvolvedores enfatizam o combate direto estilo hack and slash. Esses elementos de RPG, levaram a muito debate sobre os gêneros dos jogos da franquia se poderiam ou não ser classificados como jogos de RPG de ação, um gênero no qual a série teve uma forte influência. 
Cada jogo da série principal consiste em três áreas principais: um overworld que conecta todas as outras áreas, permitindo se movimentar para onde quiser; "áreas de interação" com outros personagens (cavernas ou salas escondidas no caso do primeiro jogo; cidades inteiras e vilas em jogos posteriores) em que o jogador ganha itens ou informações essenciais, é possível comprar equipamentos ou completar algumas missões secundárias; e masmorras (dungeons), que são labirintos, geralmente subterrâneos, compreendendo uma ampla gama de inimigos, chefes, itens e habilidades novas. Cada masmorra geralmente tem um item importante dentro, que pode ser essencial para resolver muitos dos quebra-cabeças e muitas vezes desempenha um papel crucial na derrota de um chefe dessa masmorra, bem como para progressão do jogo. Em quase todos os jogos da franquia, explorar masmorras é auxiliado pela localização de um mapa, que revela seu layout, e uma bússola mágica, que revela a localização de itens importantes, como chaves e equipamentos. Nos jogos posteriores, o calabouço inclui uma "grande chave" especial que abrirá a porta para combater o chefe da masmorra. 

### Áudio

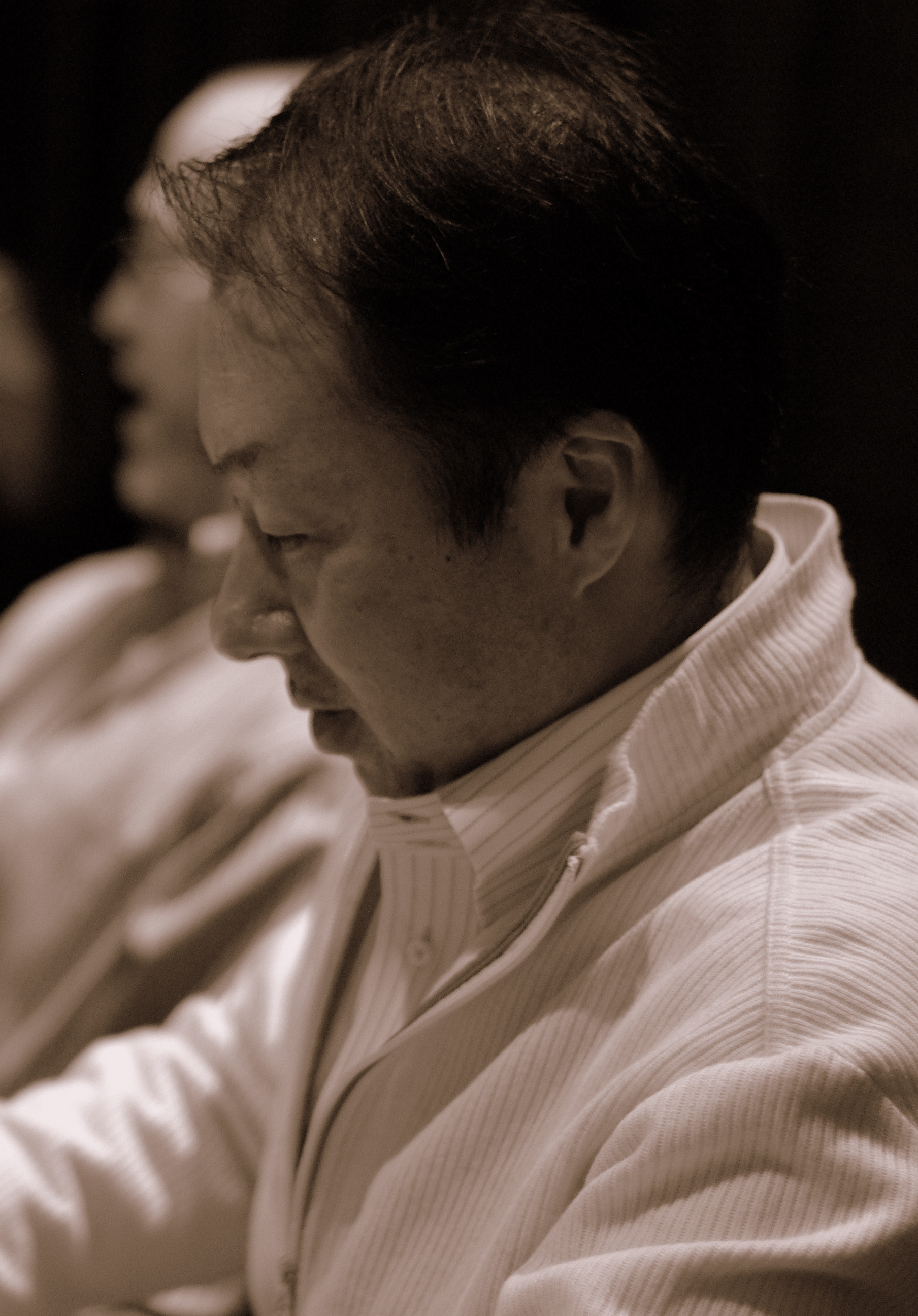
Koji Kondo, compositor do jogo original e atual diretor de som, em 2007

Os jogos da série The Legend of Zelda apresentam instrumentos musicais, especialmente no momento de resolução de quebra-cabeças. Frequentemente, os instrumentos acionam eventos do jogo. Em Ocarina of Time, o jogador precisa criar composições musicais para revelar certos enigmas e também para progredir no jogo, tudo isso usando uma ocarina como instrumento e os controles do joystick para a composição. Ocarina of Time é "[um dos] primeiros títulos não-musicas contemporâneos a apresentar a composição de uma música como parte da jogabilidade". As músicas são usadas de forma heurística pois são necessárias para concluir o jogo - essa mecânica também está presente em Majora's Mask.
"The Legend of Zelda Theme" é um dos temas musicais mais populares da franquia e foi desenvolvido para o primeiro jogo. O diretor e compositor da série, Koji Kondo, inicialmente planejava usar a música Maurice Ravel 's Boléro como tema do título do jogo mas foi forçado a alterá-lo quando soube que os direitos autorais para a orquestra ainda não tinham sido expirados. Kondo escreveu um novo arranjo do tema para o jogo. "Zelda Theme" está no entre um dos temas mais conhecidos no mundo dos videogames.
Até o lançamento de Breath of the Wild, a série The Legend of Zelda evitava usar dublagem em cenas faladas, utilizando apenas diálogos escritos. O produtor da série Eiji Aonuma afirmou anteriormente que como Link é um personagem totalmente mudo, a introdução de personagens com diálogos falados "seria um pouco desanimador". Em vez de utilizar a música tema para locais diferentes, Breath of the Wild utiliza um som ambiente na jogatina como trilha sonora, além de acordes de piano.

## Outros jogos

### Jogos CD-i

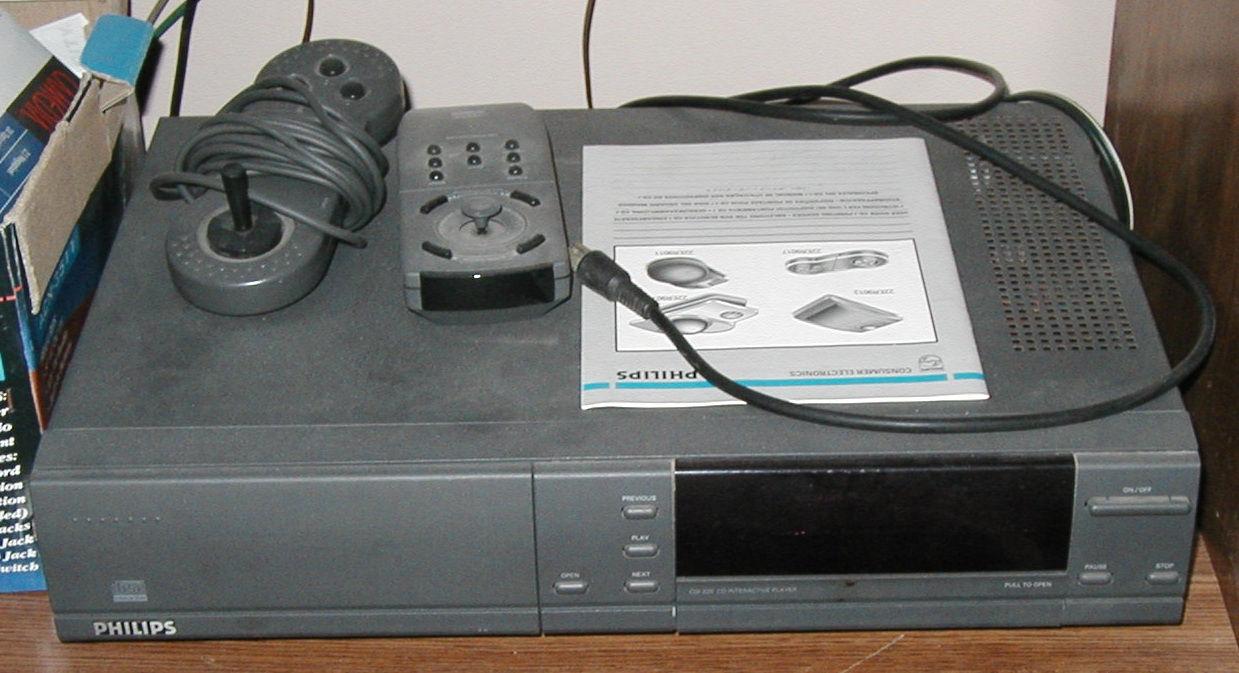
A Nintendo promoveu um acordo com a Philips para utilizar personagens como Link, Zelda e Ganon em jogos lançados para o Philips CD-i. Os jogos foram Zelda: The Wand of Gamelon, Link: The Faces of Evil e Zelda Adventure. Esses jogos não fazem parte da cronologia oficial de The Legend of Zelda.

Alguns jogos da série foram desenvolvidos e lançados para a plataforma Philips CD-i, no início da década de 1990, como parte de um acordo entre a Philips e a Nintendo, depois que as empresas fracassaram em desenvolver um periférico de CD-ROM para o Super NES. Os jogos foram criados independentemente, sem observação ou influência da Nintendo, os títulos foram nomeados de Link: The Faces of Evil e Zelda: The Wand of Gamelon, juntamente com o jogo Zelda's Adventure. A Nintendo nunca reconheceu esses títulos como parte da linha do tempo da franquia Zelda e eles são considerados em um cânone separado. Esses jogos são amplamente reconhecidos como os piores jogos da série.

### Jogos Game & Watch

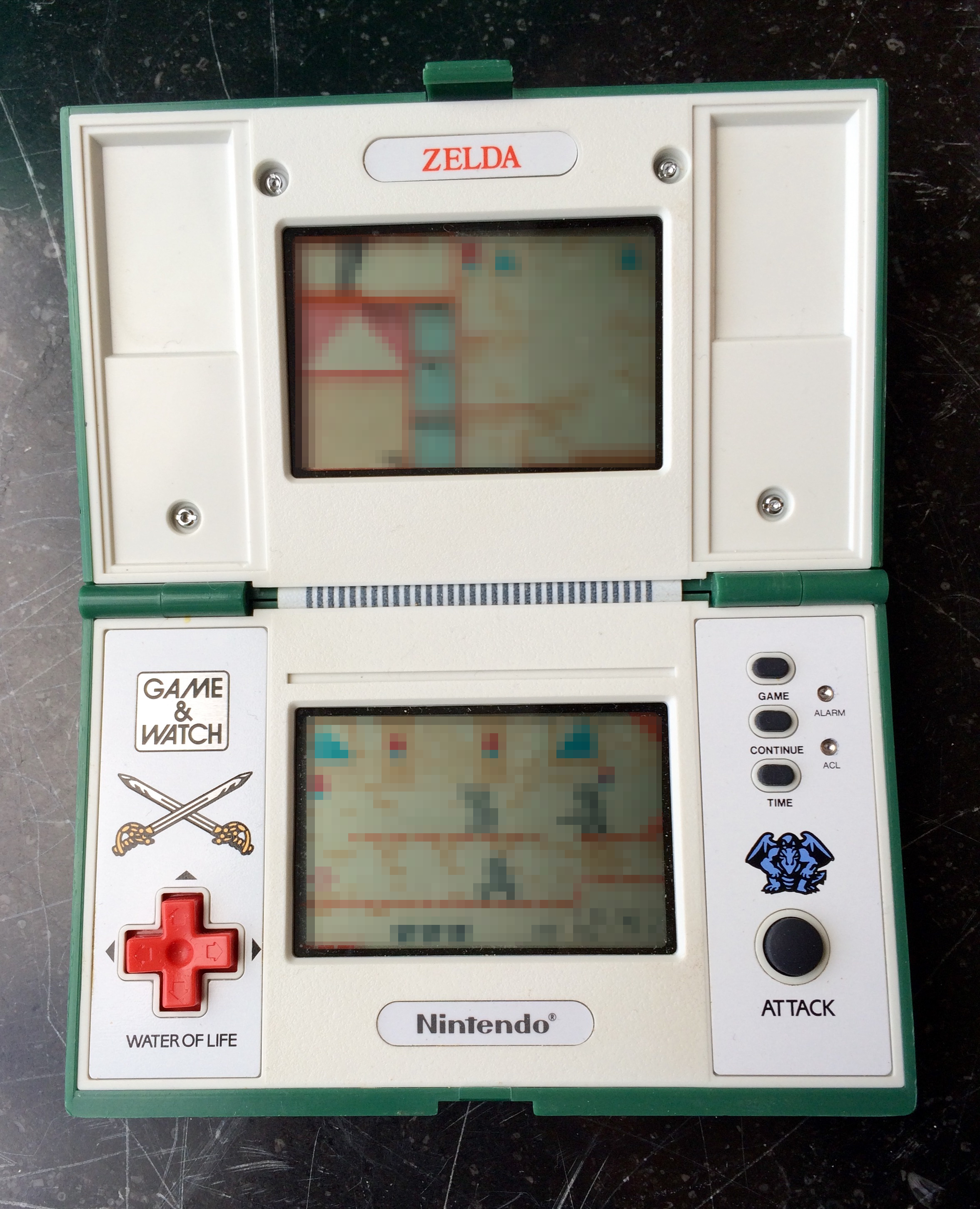
Game & Watch - Zelda

Três jogos da franquia Zelda foram produzidos entre 1989 e 1992. A versão de The Legend of Zelda da série Game & Watch da Nintendo foi lançada em agosto de 1989 como um jogo eletrônico portátil, que era semelhante em aparência ao Nintendo DS de hoje em dia. Foi relançado em 1998 como Toymax, Inc. Mini Classic e mais tarde incluído como um conteúdo bônus no Game & Watch Gallery 4, uma compilação de jogos da plataforma para o Game Boy Advance. Enquanto o Game & Watch Zelda foi desenvolvido internamente pela Nintendo, os dois outros jogos foram desenvolvidos por terceiros sob licença da Nintendo. Em outubro de 1989, o jogo original The Legend of Zelda foi desenvolvido pela Nelsonic como parte de sua linha Game Watch. Este jogo era um relógio digital com jogabilidade primitiva baseada no Legend of Zelda de NES. Em 1992, a Epoch Co. desenvolveu o Zelda no Densetsu: Kamigami no Triforce para seu console Barcode Battler II.

### Crossovers
The Legend of Zelda fez sua aparição para outras franquias da Nintendo e de jogos terceiros, principalmente na série Super Smash Bros., jogos de luta publicada pela própria Nintendo. 
Link aparece como um lutador em Super Smash Bros. para o Nintendo 64, a primeira aparição da série, e também faz parte de todos os jogos posteriores a esse. A Princessa Zelda (que também pode se transformar no personagem Sheik), Ganondorf e Young Link (a versão mais jovem de Link vista em Ocarina of Time) foram adicionados à lista de jogadores de Super Smash Bros. Melee, e apareceram em todos os outros jogos, exceto "Young Link", que mais tarde foi substituído por "Toon Link" de The Wind Waker, em versões posteriores. Em Super Smash Bros. Brawl e Super Smash Bros. para Nintendo 3DS e Wii U, no entanto, tanto Young Link e Toon Link tiveram participação. Outros elementos da série, como locais e itens, também estão são vistos em toda a série Smash Bros. Fora das franquias da Nintendo, o personagem teve uma aparição exclusiva no lançamento do jogo de luta Soulcalibur II, da Namco, no GameCube 

#### Outras aparições
- Link, com o design de Skyward Sword, é um personagem jogável em Mario Kart 8, através de um conteúdo para download (DLC), junto com uma pista denominada "Hyrule Circuit' totalmente tematizada com a série.[6]
- Em Sonic Lost World, um estágio DLC baseado na série foi lançado em março de 2014, denominado "The Legend of Zelda Zone". Foi construído em torno da mecânica de jogo central do Sonic Lost World, com alguns elementos da série Zelda, incluindo um medidor de vitalidade de corações, coleção de ruppes e uma masmorra em miniatura para explorar.

## História

### NES
The Legend of Zelda, o primeiro capítulo da saga de Link, é lançado no Japão com o nome The Hyrule Fantasy: Zelda No Densetsu. O game não foi lançado em cartucho, e sim na forma de disquete, para rodar no Famicom Disk System, acessório do Famicom que foi lançado somente no Japão.
The Legend of Zelda foi lançado nos Estados Unidos para o console Nintendo Entertainment System (NES). Foi o primeiro game da Nintendo a ultrapassar a marca de um milhão de unidades vendidas na América (excetuando Super Mario Bros., que já vinha com o console), e o primeiro jogo da história a possuir chip interno para salvar jogos. O jogo foi lançado em duas versões de cartuchos: uma dourada e outra cinza. A dourada foi lançada com um número de cópias limitada. Chegou a vender mais de 6,5 milhões de unidades pelo mundo todo. O jogo vinha com um guia de ajuda, neste guia continha: parcialmente um mapa principal, mapas das seis primeiras dungeons, dicas e descrições dos monstros.
Em 1988, foi lançada a continuação, Zelda no Densetsu: Rinku no Bouken (Zelda II: The Adventure of Link), no Japão, também exclusivamente para o Famicom Disk System. O jogo mudava o esquema do jogo anterior, com visão lateral em vez de superior e elementos de jogo plataforma, apesar de desagradar alguns dos fãs do original, ultrapassou a marca de 4,3 milhões de unidades vendidas mundialmente.
A Nintendo proibiu as revistas de fazerem detonados por um determinado tempo, fazendo o jogo ficar mais desafiador.

### Super Nintendo
The Legend of Zelda: A Link to the Past (Zelda No Densetsu: Kamigami No Triforce), lançado em 1991, é um dos jogos mais populares do console. Esse foi também o primeiro jogo da série no qual havia 2 mundos diferentes (Dark World e Light World) e viajar entre eles era obrigatório para abrir passagens. O sistema de 2 mundos foi muito copiado em jogos como Metroid Prime 2: Echoes. Foi um dos títulos mais vendidos do SNES, com mais de 4,5 milhões de cartuchos pelo mundo.

### Game Boy & Game Boy Advance
The Legend of Zelda: Link's Awakening, primeiro game para Game Boy, é lançado no Japão e nos Estados Unidos em 1993. Mais tarde foi lançada para o Game Boy Color um jogo dividido em duas versões, intituladas Oracle of Ages e Oracle of Seasons (2001), em conjunto com a Capcom. Pretendia se fazer uma "Tri-Force Series", um conjunto de 3 jogos.
Em novembro de 2004 foi lançado para o GBA The Legend of Zelda: The Minish Cap, com gráficos cartunescos ao estilo de outro jogo da série: The Legend of Zelda: The Wind Waker. Nesse jogo, o protagonista Link encolhe a um tamanho minúsculo para conhecer uma raça de duendes chamados Minish.

### Nintendo 64
No final de 1998, Zelda chega para o Nintendo 64. The Legend of Zelda: Ocarina of Time é lançado mundialmente, recebe aclamação crítica e torna-se rapidamente o game mais vendido do ano de 1998. Até hoje é considerado por muitos como o melhor jogo de todos os tempos, e foi o primeiro jogo a tirar nota máxima nos sites das revistas IGN e Famitsu, conhecidos pelo rigor. O jogo inovou na época ao apresentar uma história mais épica, um sistema de variação entre dia e noite e um sistema de mira chamado Z-Targeting, que permitia ao jogador travar a mira em um inimigo ou objeto.
Em 2000, The Legend of Zelda: Majora's Mask é lançado. Sua história, apesar de ser uma continuação do jogo anterior, tem uma trama diferente (um dos únicos jogos da série em não se basear em Zelda e a Triforce), no qual Link tem 72 horas para impedir que a Lua se choque com Termina, um reino diferente de Hyrule, mas com pessoas muito semelhantes. Esse era um dos poucos games do Nintendo 64 a ser obrigatório o uso do Expansion Pack que adicionava 4MB extra de Ram para melhoria dos gráficos, o jogo apresentava um aspecto mais sombrio e em alguns casos, chegava a ser assustador.

### GameCube
Em 2000, é apresentado na Space World (feira de games que acontece todo ano no Japão), um curto vídeo contendo imagens do Zelda para o Nintendo GameCube, na cena temos um Link realista, rico em detalhes a duelar com um Ganondorf. Nenhum detalhe sobre o jogo foi apresentado. Algum tempo depois, o novo Zelda para GameCube é verdadeiramente revelado. O jogo causa muito impacto (na maioria negativo), por apresentar o inverso do visto anteriormente, em vez do Link realista, um jogo que apresentava um visual completamente cartunesco, como um grande desenho animado, fruto do trabalho com filtro cel-shading.
Em dezembro de 2002, o jogo é lançado no Japão, batizado de The Legend of Zelda: The Wind Waker, que consegue conquistar o público que de início havia repudiado seu visual. O game chegou nas Américas no início de 2003.
Já na E3 2004 a Nintendo anuncia que fará um Zelda verdadeiramente realista, semelhante a Ocarina of Time. The Legend of Zelda: Twilight Princess causou um grande impacto entre os fãs da série quando mostrado em vídeo pela primeira vez. O jogo também ganhou uma versão para o Wii. Foi lançado no final de 2006.

### Nintendo DS
Em março de 2006, a Nintendo anunciou na Game Developers Conference o primeiro Zelda para o portátil Nintendo DS, The Legend of Zelda: Phantom Hourglass, estava marcado para algum período no mesmo ano. Foi adiado e lançado em julho de 2007 no Japão e em outubro nos EUA. A história continua após Wind Waker, com Tetra (o nome da Princesa Zelda enquanto pirata) capturada por um navio assombrado, portanto Link deve salvá-la cruzando mares e derrotando criaturas.
Na GDC de 2009, foi anunciado um novo Zelda para DS, The Legend of Zelda: Spirit Tracks. Com o mesmo estilo gráfico de Phantom Hourglass, o jogo é o primeiro da série a incluir trens, com Link se movendo em um trem, podendo atirar com um canhão.

### Wii
Em 2005, davam-se notícias de que o console sucessor do GameCube, codenomeado "Revolution", teria um modo de jogabilidade especial com Twilight Princess. Mas na E3 de 2006, a Nintendo anunciou que o console, batizado Wii (antigo Revolution), teria sua própria versão de Twilight Princess, que foi lançada juntamente com o console em 19 de novembro de 2006. O jogo de imediato se tornou o mais vendido do console, com uma proporção de 1 jogo em cada 4 compradores de Wii no lançamento do console nos EUA; a crítica também aclamou o jogo.
Durante a E3 2008, Shigeru Miyamoto afirmou que a série Zelda precisa de novas idéias, e que a equipe de produção está trabalhando nisso. Novos jogos para o Wii e DS estão em desenvolvimento.
O novo título de Wii foi anunciado na E3 de 2010, chama-se The Legend of Zelda: Skyward Sword e foi lançado em 2011. A maior novidade deste título é o fato de aproveitar ao máximo o Wii MotionPlus, em que poderemos controlar a espada, escudo e outros equipamentos tal como se estivéssemos a segurá-los na realidade, coisa que não acontecia em Twilight Princess do mesmo console, em que a jogabilidade era muito semelhante aos das outras consolas.

### Wii U e Nintendo Switch
Em 2014, foi lançado Hyrule Warriors para o Wii U que é uma fusão de Dinasty Warriors com a série Zelda. Na E3 2014, foi anunciado um novo título, The Legend of Zelda: Breath of The Wild. Esse novo jogo é de mundo aberto, utiliza o GamePad para atirar e tem um mapa gigante, como anunciou a produtora. No "The Game Awards" de 2014, foi apresentado um gameplay do jogo.
Em 3 de Março de 2017 foi lançado The Legend of Zelda: Breath of the Wild' para os consoles Wii U e Nintendo Switch. A jogabilidade quebra os padrões formulados da série, sendo ambientado em um mundo aberto, com um motor de física realista, dublagem e a capacidade de se jogar as dungeons do jogo em qualquer ordem. Após o lançamento, o jogo foi aclamado pela crítica especializada, que o consideram um dos melhores jogos de todos os tempos. 

## Cronologia
A cronologia sempre foi um ponto de debate entre os fãs da série. Entretanto, alguns episódios fizeram que alguns pontos são aceitos pela maioria dos fãs. Certamente, existem vários Links, em tempos diferentes que são encarregados de salvar Hyrule. Em 2011, em comemoração dos 25 anos da série, a Nintendo lançou o livro Hyrule Historia, nele a cronologia oficial da série é revelada.
Resumidamente, a história do jogo The Legend of Zelda começa em Skyward Sword, onde mostra que Link é de um reino acima das nuvens chamado de Skyloft e mostra a origem de sua espada a Master Sword , criada por Zelda para que Link derrotasse o vilão Demise. Depois de seus acontecimentos um reino é criado e chamado de Hyrule. Em seguida a historia é feita pelo jogo The Minish Cap que conta a origem de Vaati, o vilão de Four Swords que é o próximo jogo da linha do tempo oficial da serie. No jogo Link tem que ir atrás de Vaati que capturou a princesa Zelda. Com isso Link conta com a ajuda da Four Sword, uma espada que transforma ele em 4 versões de si mesmo (verde, vermelho, azul e roxo). Após os acontecimentos de Four Swords chegamos a Ocarina of Time. No jogo, uma nova encarnação de Link tem que impedir que Ganondorf pegue a Triforce, e para isso Link tem que buscar as três relíquias que juntas dão acesso ao Temple of Time onde está a Master Sword. Esses acontecimentos acabam arruinando Hyrule, então Link viaja entre dois tempos para acordar os 7 sábios e então conseguir forças para derrotar Ganondorf.
Ao final de Ocarina of Time é criada 3 linhas do tempo diferentes. Na primeira, Link não derrota Ganondorf, morrendo na batalha. Em outra, Link derrota Ganondorf e é enviado pela "sua" encarnação de Zelda de volta ao seu tempo original. E por fim, temos a linha do tempo criada justamente por Zelda o enviar de volta, a linha do tempo onde não havia mais um herói.
Na primeira linha do tempo a historia passa anos depois de Ganondorf derrotar Link e ser banido pelos sábios durante a Batalha do Aprisionamento. Nisso temos A Link to the Past que conta centenas de anos depois de Ganondorf ser banido. O Grande Mago Agahnim capturou as descendentes dos sete sábios e a nova princesa Zelda. Nisso esta encarnação de Link descobre que Ganondorf achou a Triforce e virou Ganon e esta ganhando forças para governar Hyrule. Após isso, a linha do tempo segue para Oracle of Seasons onde Link tem que impedir que o monstro Onox use os poderes de Din para abrir um portal em Holodrum. Em seguida vem Oracle of Ages onde Link tem que impedir que Veran uses os poderes de Nayru para abrir um portal em Labrynna. Conectando os jogos Oracle of Ages e Oracle of Seasons, é descoberto que Twinrova tinha pego as Chamas do Tempo de Veran e Nayru, após suas mortes, para ressuscitar Ganon. Em seguida temos Link's Awakening. Depois de derrotar Ganon, Link fica inquieto com a calmaria e decide viajar em busca de conhecimento, mas, uma tempestade ataca seu barco, então ele vai para numa ilha desconhecida por ele e ninguém da ilha sabe dizer onde fica Hyrule. Então Link procura pelo Wind Fish, um peixe visto em lendas que realiza desejos, para tentar voltar para Hyrule. Então segue para os eventos de A Link Between Worlds, onde Link deve derrotar Yuga e Ganon. Depois temos Tri Force Heroes, que contém a mesma encarnação de Link de A Link Between Worlds. Os 3 Links devem derrotar The Lady para voltar com a paz no reino de Hitopya. Depois a história continua com o primeiro jogo da série The Legend of Zelda. Após voltar a Hyrule, Ganon ressuscitou e espalhou a escuridão pelo reino e o novo Link tem que derrotá-lo e salvar Hyrule do seu poder. Após a derrota final de Ganon segue-se Zelda II: The Adventure of Link, onde o mesmo Link deve recuperar a triforça da Coragem para despertar uma adormecida antepassada de Zelda, enquanto é perseguido pelos restantes seguidores de Ganon que desejam usar o seu sangue para ressuscitar o seu mestre.
Na segunda linha do tempo a história de Link continua em Majora's Mask. Nesse jogo Link tem 3 dias para impedir que a Máscara de Majora colida a Lua com a Terra. Então ele conta com a ajuda de máscaras de diferentes espécies. Logo depois a linha do tempo continua com Twilight Princess. No jogo, um novo Link é enfeitiçado e vai parar um reino chamado Twilight Realm e é transformado em um lobo. Lá uma criatura chamada Midna guia Link até a Princesa Zelda, que explica que Zant, o Rei do Crepúsculo, roubou a luz dos três espíritos, para conquistar Hyrule, mas que na verdade ele tentou ressuscitar Ganondorf, para que ele pudesse matá-lo para que sua maldição acabasse. Por último ocorre a história do jogo Four Swords Adventures que se passa 100 anos depois da morte de Ganondorf. Onde Link tem que derrotar a nova encarnação de Ganon, que enganou Vaati para que ele pudesse ter o poder das sete sábias, para isso Link conta novamente com a ajuda da Four Sword, com ela Link tem que libertar as sete sabias de suas prisões, para conseguir banir Ganon da existência.
Na última linha do tempo a historia acontece centenas de anos depois da destruição de Hyrule, onde sem o seu herói enviado para o passado e com o retorno de Ganondorf, a terra foi alagada junto com o vilão pelas Três Deusas em The Wind Waker; nele Link tem que derrotar o espirito de Ganon que se escondeu pelas nuvens e atacou um reino distante. Depois desses eventos temos o jogo Phantom Hourglass, onde começa a busca por uma nova terra. Nele Link tem que derrotar Bellum mas para isso Link precisa encontrar a Phantom Sword, a única arma capaz de derrotar fantasmas. Depois temos o jogo Spirits Tracks. Nele, esta nova encarnação de Link tem que derrotar o espírito do mal Malladus de conquistar a recente Nova Hyrule, nisso Link tem que encontrar fantasmas que saibam onde esta o Trem Demoníaco que é a única maneira de encontrar Malladus.
Na Linha do Herói Caído, o Poder nas mãos de Ganondorf prevalece. Na Linha do Herói que Retorna os fatos se dão graças a Sabedoria em Zelda. Na Linha Sem Herói cabe a Coragem de Link recuperar a ordem. O novo jogo, Breath of The Wild, se encontra centenas de anos após todas as linhas do tempo, tornando as três linhas do tempo em uma única linha do tempo.

## Recepção
| Jogo                       | Ano  | Unidades Vendidas (milhões) | Metacritic               |
| -------------------------- | ---- | --------------------------- | ------------------------ |
| The Legend of Zelda        | 1986 | 6,51                        | GBA: 84                  |
| The Adventure of Link      | 1987 | 4,38                        | GBA: 73                  |
| A Link to the Past         | 1991 | 4,61                        | GBA: 95                  |
| Link's Awakening           | 1993 | 3,83                        | GB:GBC:NS: 87            |
| Ocarina of Time            | 1998 | 7,6                         | N64: 99 GC: 91 3DS 94    |
| Majora's Mask              | 2000 | 3,36                        | N64: 95 3DS: 89          |
| Oracle of Seasons and Ages | 2001 | 3,96                        | -                        |
| Four Swords                | 2002 | -                           | DS: 85                   |
| The Wind Waker             | 2002 | 4,43                        | GC: 96 Wii U: 90         |
| Four Swords Adventures     | 2004 | -                           | GC: 86                   |
| The Minish Cap             | 2004 | 1,76                        | GBA: 89                  |
| Twilight Princess          | 2006 | 9,97                        | GC: 96 Wii: 95 Wii U: 86 |
| Phantom Hourglass          | 2007 | 4,76                        | DS: 90                   |
| Spirit Tracks              | 2009 | 2,96                        | DS: 87                   |
| Skyward Sword              | 2011 | 3,67                        | Wii: 93 NS: 81           |
| A Link Between Worlds      | 2013 | 2,9                         | 3DS: 91                  |
| Tri Force Heroes           | 2015 | 1,14                        | 3DS: 73                  |
| Breath of the Wild         | 2017 | 28,24                       | NS: 97 Wii U: 96         |
| Tears of the Kingdom       | 2023 | 18,51                       | NS: 96                   |
| Echoes of Wisdom           | 2024 | 3,14                        | NS: 85                   |

A série The Legend of Zelda recebeu excelentes níveis de aclamação dos críticos e do público. Ocarina of Time, The Wind Waker, Skyward Sword, Breath of the Wild e Tears of the Kingdom receberam uma pontuação perfeita de 40/40 (10/10 por quatro críticos) pela revista japonesa Famitsu em seus respectivos lançamentos, tornando-se uma das poucas franquias de jogos eletrônicos com múltiplos lançamentos com pontuações perfeitas. Ocarina of Time foi listado pelo livro Guinness World Records como o jogo de vídeogame mais bem avaliado da história, citando sua pontuação do Metacritic de 99 de 100.
O site americano Computer and Video Games concedeu a The Wind Waker e Twilight Princess uma pontuação de 10/10. A Link to the Past ganhou o Prêmio Ouro da Electronic Gaming Monthly. Na contagem regressiva da revista Nintendo Power de top 200 em 2004, Ocarina of Time ficou em primeiro lugar, e outros sete jogos da série Zelda colocados no top 40. Twilight Princess foi nomeado Jogo do Ano por inúmeros sites estadunidenses como X-Play, GameTrailers, 1UP, Electronic Gaming Monthly, Spacey Awards, Game Informer, GameSpy, Nintendo Power, IGN e muitos outros sites. Os editores dos sites agregadores de notas GameRankings, IGN e Metacritic deram ao Ocarina of Time suas maiores pontuações agregadas. Game Informer premiou The Wind Waker, Twilight Princess, Skyward Sword, A Link Between Worlds e Breath of the Wild com pontuações de 10/10. Phantom Hourglass foi nomeado como Jogo do Ano de Nintendo DS pela IGN e GameSpy.
Em 2011, durante a Spike Video Game Awards 2011 a série foi premiada com o prêmio "Hall of Fame". O prêmio foi fornecido para Shigeru Miyamoto, que trabalhou como diretor e produtor de jogos da franquia. As vendas de Ocarina of Time impactaram nas vendas de ocarinas reais.
Em junho de 2023, a franquia The Legend of Zelda havia vendido mais de 149,35 milhões de cópias, com o original The Legend of Zelda sendo o quarto jogo do NES mais vendido de todos os tempos. A série foi classificada como o 64º melhor jogo (coletivamente) pela Next Generation em 1996. 
A franquia The Legend of Zelda recebeu o maior número de indicações de Jogo do Ano na história do D.I.C.E. Awards da Academia de Artes e Ciências Interativas. Ocarina of Time e Breath of the Wild ganharam a principal honraria durante suas respectivas cerimônias de premiação. 

## Legado
Muitos membros da indústria de jogos eletrônicos comentaram que os jogos de Zelda tiveram um impacto relevante na produção de jogos e também em suas experiências pessoais. O fundador da Rockstar Games e diretor de alguns jogos da série Grand Theft Auto, Dan Houser, comentou que Ocarina of Time e Super Mario 64 foram fundamentais para o desenvolvimento da franquia Grand Theft Auto. O diretor de Okami, Hideki Kamiya, disse que diversos elementos da série foram utilizados para criar o jogo, citando A Link to The Past como seu jogo favorito de todos os tempos.
Richard Lemarchand (Crystal Dynamics, Naughty Dog) desenvolvedor de Soul Reaver e projetista de Uncharted, citou a abordagem de A Link to the Past para combinar a jogabilidade e como inspiração para criação de Soul Reaver.
O criador da série Souls, Hidetaka Miyazaki (FromSoftware), nomeou A Link To The Past como um de seus jogos de RPG favoritos. De acordo com Miyazaki, "The Legend of Zelda tornou-se uma espécie de livro didático para jogos de ação em 3D." O diretor da Ico, Fumito Ueda (Team Ico), citou Zelda como uma influência no jogo eletrônico Shadow of  the Colosus. A desenvolvedora CD Projekt Red (The Witcher, Cyberpunk 2077) citou a série Zelda como uma influência na série The Witcher, incluindo no título de 2015 The Witcher 3: Wild Hunt. O ex-diretor de jogos da franquia Final Fantasy, Hajime Tabata citou o mundo aberto de Ocarina of Time como fonte de inspiração para o mundo de Final Fantasy XV.

### Filme live-action
Em novembro de 2023, a Nintendo anunciou que estava desenvolvendo um filme live-action de The Legend of Zelda com a Sony Pictures Entertainment, no qual cuidará da distribuição do projeto em todo o mundo. Wes Ball foi contratado para dirigir o filme, Shigeru Miyamoto e Avi Arad serão os produtores executivos ao lado de Ball e seu parceiro de produção Joe Hartwick Jr. da empresa Oddball Entertainment.